# مهتزات
المهتزّات أو المُثيرات (ومفردها مثيرة) طائفة ديدان من شعبة الديدان المسطحة، تتميز بأن لها أهداباً تهتز فتثير في الماء تيارات دقيقة.